# Campeonato Paulista de Futebol Sub-20
O Campeonato Paulista de Futebol Sub-20 - Série A, também conhecido como Campeonato Paulista Categoria Juniores, é uma competição futebolistica realizada pela FPF, que conta com a participação de jogadores de até 20 anos de idade.

## Forma de disputa
Se classificam para a segunda fase, os primeiros, segundos e terceiros colocados de cada grupo, mais o melhor 4° colocado no geral. Nesta fase, as equipes serão novamente divididas em mais 4 grupos (grupo 6, grupo 7, grupo 8 e grupo 9). As duas melhores equipes de cada grupo da segunda fase, se classificam para dois novos grupos de quatro equipes na terceira fase (grupo 10 e grupo 11). Os primeiros colocados desses grupos da terceira fase realizam a grande final.

## História

### Primeiras edições
Segundo a Federação Paulista de Futebol, as primeiras edições do torneio foram organizadas por entidades distintas. Na década de 1920, o torneio foi disputado em 1926 e 1927, sob organizações distintas da Liga dos Amadores de Futebol (LAF) e da Associação Paulista de Esportes Atléticos (APEA). O Paulistano conquistou as duas edições organizadas pela LAF, enquanto o Palestra Itália venceu as duas edições da APEA.
Após um hiato de sete anos, o torneio voltou a ser organizado em 1935 e 1936, desta vez sob comando da Liga de Futebol do Estado de São Paulo (LFP). O
Palestra Itália foi o campeão de ambas.
| Edição                                        | Ano  | Campeão         | Organização                               |
| --------------------------------------------- | ---- | --------------- | ----------------------------------------- |
| 1.ª                                           | 1926 | Paulistano      | Liga dos Amadores de Futebol              |
| 2.ª                                           | 1926 | Palestra Itália | Associação Paulista de Esportes Atléticos |
| 3.ª                                           | 1927 | Paulistano      | Liga dos Amadores de Futebol              |
| 4.ª                                           | 1927 | Palestra Itália | Associação Paulista de Esportes Atléticos |
| O torneio não foi disputado entre 1928 e 1935 |      |                 |                                           |
| 5.ª                                           | 1936 | Palestra Itália | Liga de Futebol do Estado de São Paulo    |
| 6.ª                                           | 1937 | Palestra Itália | Liga de Futebol do Estado de São Paulo    |

### Retorno na década de 1950
O Campeonato Paulista Sub-20 retornou na década de 1950, organizado pela Federação Paulista de Futebol. O São Paulo venceu as três primeiras edições realizadas entre 1954 e 1956. Nesta época, o Corinthians conquistou duas edições e a Portuguesa uma.
| Edição | Ano  | Campeão     |
| ------ | ---- | ----------- |
| 7.ª    | 1954 | São Paulo   |
| 8.ª    | 1955 | São Paulo   |
| 9.ª    | 1956 | São Paulo   |
| 10.ª   | 1957 | Corinthians |
| 11.ª   | 1958 | Portuguesa  |
| 12.ª   | 1959 | Corinthians |

### Década de 1960, novo hiato e retorno
| Edição | Ano  | Campeão          |
| ------ | ---- | ---------------- |
| 13.ª   | 1966 | Palmeiras        |
| 14.ª   | 1967 | Corinthians      |
| 15.ª   | 1969 | São Paulo        |
| 16.ª   | 1971 | Corinthians      |
| 17.ª   | 1972 | Corinthians      |
| 18.ª   | 1973 | Portuguesa       |
| 19.ª   | 1974 | Corinthians      |
| 20.ª   | 1975 | Guarani          |
| 21.ª   | 1976 | Palmeiras        |
| 22.ª   | 1977 | Palmeiras        |
| 23.ª   | 1978 | Ponte Preta      |
| 24.ª   | 1979 | Santos           |
| 25.ª   | 1980 | Botafogo-SP      |
| 26.ª   | 1981 | Botafogo-SP      |
| 27.ª   | 1982 | Ponte Preta      |
| 28.ª   | 1983 | Ponte Preta      |
| 29.ª   | 1984 | Juventus-SP      |
| 30.ª   | 1985 | Juventus-SP      |
| 31.ª   | 1986 | Guarani          |
| 32.ª   | 1987 | São Paulo        |
| 33.ª   | 1988 | GE Novorizontino |
| 34.ª   | 1989 | Botafogo-SP      |
| 35.ª   | 1990 | Portuguesa       |
| 36.ª   | 1991 | Guarani          |
| 37.ª   | 1992 | Palmeiras        |
| 38.ª   | 1993 | Guarani          |
| 39.ª   | 1994 | GE Novorizontino |
| 40.ª   | 1995 | São Paulo        |
| 41.ª   | 1996 | União São João   |
| 42.ª   | 1997 | Corinthians      |
| 43.ª   | 1998 | Palmeiras        |
| 44.ª   | 1999 | São Paulo        |

### Período de 2000 a 2023
No início da década de 2000, o São Paulo conquistou o bicampeonato seguido ao derrotar o Mirassol na decisão. No ano seguinte, a equipe da capital derrotou o Etti Jundiaí na semifinal e alcançou sua terceira final consecutiva. No entanto, o União São João, que havia eliminado o Juventus, superou o elenco são-paulino e conquistou o título por possuir a melhor campanha.
O Palmeiras conquistou as edições de 2002 sobre o Guarani, 2004 sobre o Corinthians,[carece de fontes?] 2009 sobre o Grêmio Barueri,, 2017 sobre a Ponte Preta, 2018 sobre o Red Bull Brasil e 2020 sobre o Corinthians. A equipe também chegou na decisão de 2010, mas foi derrotada pela Portuguesa.
O Santos, por sua vez, levantou os títulos de 2007 e 2008. Outras três equipes conquistaram um título durante a década de 2000, a Internacional de Limeira venceu pelo placar mínimo os dois embates contra Paulista em 2003, Dois anos depois, o XV de Jaú tornou-se campeão vencendo o Santos. No ano seguinte, Mogi Mirim e Rio Branco protagonizaram uma final inédita, conquistada pela equipe do Mogi Mirim.
| Edição | Ano  | Campeão          | Placar            | Vice-campeão     | Semifinalistas           | Semifinalistas           |
| ------ | ---- | ---------------- | ----------------- | ---------------- | ------------------------ | ------------------------ |
| 45.ª   | 2000 | São Paulo        | 5—3 5—0           | Mirassol         | Olímpia                  |                          |
| 46.ª   | 2001 | União São João   | 1—3 2—0           | São Paulo        | Etti Jundiaí             | Juventus-SP              |
| 47.ª   | 2002 | Palmeiras        | —                 | Guarani          |                          |                          |
| 48.ª   | 2003 | Inter de Limeira | 1—0               | Paulista         |                          | São Paulo                |
| 49.ª   | 2004 | Palmeiras        | 0—0 4—3           | Corinthians      |                          |                          |
| 50.ª   | 2005 | XV de Jaú        | 3—1 2—1           | Santos           |                          |                          |
| 51.ª   | 2006 | Mogi Mirim       | 1—1 1—0           | Rio Branco-SP    |                          |                          |
| 52.ª   | 2007 | Santos           | 3—1 1—0           | XV de Piracicaba | Corinthians              | São Bento                |
| 53.ª   | 2008 | Santos           | 2—3 2—0           | São Caetano      | Não houve semifinalistas | Não houve semifinalistas |
| 54.ª   | 2009 | Palmeiras        | 2—1 4—0           | Grêmio Barueri   | Penapolense              | Rio Claro                |
| 55.ª   | 2010 | Portuguesa       | 1—0 2—1           | Palmeiras        | Ponte Preta              | Santos                   |
| 56.ª   | 2011 | São Paulo        | 3—1 3—3           | Mogi Mirim       | Paulínia                 | Santos                   |
| 57.ª   | 2012 | Santos           | 1—0               | São Paulo        | Red Bull Brasil          | Santos                   |
| 58.ª   | 2013 | Mogi Mirim       | 4—2 3—3           | Botafogo-SP      | Corinthians              | Rio Claro                |
| 59.ª   | 2014 | Corinthians      | 0—0 1—1 (4—1 pen) | Grêmio Osasco    | Ituano                   | São Caetano              |
| 60.ª   | 2015 | Corinthians      | 4—0 2—3           | Santos           | Red Bull Brasil          | Flamengo-SP              |
| 61.ª   | 2016 | São Paulo        | 4—0 4—2           | Capivariano      | Palmeiras                | Santos                   |
| 62.ª   | 2017 | Palmeiras        | 1—1 1—0           | Ponte Preta      | Água Santa               | Novorizontino            |
| 63.ª   | 2018 | Palmeiras        | 0—1 4—2           | Corinthians      | Ponte Preta              | São Paulo                |
| 64.ª   | 2019 | Palmeiras        | 0—2 3—0           | Red Bull Brasil  | São Paulo                | Ituano                   |
| 65.ª   | 2020 | Palmeiras        | 1—1 (3—1 pen)     | Corinthians      | Santos                   | Audax                    |
| 66.ª   | 2021 | Palmeiras        | 2—0 1—0           | Mirassol         | Ferroviária              | Audax                    |
| 67.ª   | 2022 | Santos           | 2—0 2—2           | Corinthians      | Portuguesa               | São Paulo                |
| 68.ª   | 2023 | Palmeiras        | 2—1 1—0           | São Paulo        | Ferroviária              | Novorizontino            |
| 69.ª   | 2024 | Novorizontino    | 1—1 3—0           | São Paulo        | Bragantino               | Palmeiras                |

## Títulos por clube
| Clube            | Títulos | Vices |
| ---------------- | ------- | ----- |
| Palmeiras        | 18      | 2     |
| São Paulo        | 10      | 5     |
| Corinthians      | 9       | 5     |
| Santos           | 5       | 3     |
| Guarani          | 4       | 1     |
| Portuguesa       | 4       | 1     |
| Botafogo-SP      | 3       | 2     |
| Ponte Preta      | 3       | 1     |
| Juventus-SP      | 2       | 3     |
| Mogi Mirim       | 2       | 1     |
| GE Novorizontino | 2       | 1     |
| União São João   | 2       | 1     |
| Paulistano       | 2       | 0     |
| Inter de Limeira | 1       | 0     |
| XV de Jaú        | 1       | 0     |
| Capivariano      | 0       | 2     |
| Mirassol         | 0       | 2     |
| Rio Branco-SP    | 0       | 2     |
| Grêmio Barueri   | 0       | 1     |
| Grêmio Osasco    | 0       | 1     |
| Paulista         | 0       | 1     |
| Red Bull Brasil  | 0       | 1     |
| São Bento        | 0       | 1     |
| São Caetano      | 0       | 1     |
| XV de Piracicaba | 0       | 1     |

## Campeonato Paulista de Futebol Sub-20 - Série B (Segunda Divisão)[12]

### Campeões
| Ano                          | Campeão             | Placar  | Vice-campeão        |
| ---------------------------- | ------------------- | ------- | ------------------- |
| 1982                         | Nacional-SP         |         |                     |
| 1983                         | Nacional-SP         |         |                     |
| 1985                         | Taubaté             |         |                     |
| 1988                         | União Barbarense    |         | Saltense            |
| 1992                         | Comercial           |         |                     |
| 1994                         | Fernandópolis       |         |                     |
| 1995                         | Jabaquara           |         | Palmeiras FC        |
| 1997                         | Esportiva           |         |                     |
| 1998                         | Campinas            |         | Tanabi              |
| 1999                         | Guapira             |         | Santa Ritense       |
| 2000                         | Tanabi              | 2—2 3—2 | Roma Barueri        |
| 2001                         | Primavera           | 1—2 2—0 | Guaratinguetá       |
| 2002                         | Atlético Sorocaba   | 1—2 2—0 | XV de Piracicaba    |
| 2003                         | Campinas            | 1—0     | Grêmio Barueri      |
| 2004                         | Batatais            | 4—2 1—1 | São Vicente         |
| 2005                         | Votoraty            | 0—0 2—0 | Campinas            |
| 2006                         | Campinas            | 3—1 1—1 | EC Lemense          |
| 2007                         | Guariba             | 1—3 3—1 | Campinas            |
| 2008                         | Primeira Camisa     | 1—2 1—0 | Comercial EC        |
| 2009                         | Elosport            | 3—3 3—0 | Tanabi              |
| 2010                         | Paulínia            | 1—0 2—2 | Inter de Limeira    |
| 2011                         | EC São Bernardo     | 1—1 3—0 | Jabaquara           |
| 2012                         | Osasco FC           | 1—1 1—0 | Jabaquara           |
| 2013                         | Diadema             | 5—0 1—3 | Taquaritinga        |
| 2014                         | Portuguesa Santista | 3—0 0—1 | Tanabi              |
| 2015                         | Taboão da Serra     | 2—2 5—1 | Grêmio Prudente     |
| 2016                         | XV de Jaú           | 1—2 2—0 | Diadema             |
| 2017                         | Itapirense          | 4—0 1—2 | Presidente Prudente |
| 2018                         | Itapirense          | 1—0     | Elosport            |
| 2019                         | XV de Jaú           | 1—1 2—0 | Inter de Bebedouro  |
| Não houve edição (2020–2024) |                     |         |                     |
| 2025                         |                     |         |                     |

### Títulos por clube
| Clube               | Títulos | Vices |
| ------------------- | ------- | ----- |
| Campinas            | 3       | 2     |
| Itapirense          | 2       | 0     |
| Nacional-SP         | 2       | 0     |
| XV de Jaú           | 2       | 0     |
| Tanabi              | 1       | 3     |
| Jabaquara           | 1       | 2     |
| Diadema             | 1       | 1     |
| Elosport            | 1       | 1     |
| Atlético Sorocaba   | 1       | 0     |
| Batatais            | 1       | 0     |
| Comercial           | 1       | 0     |
| EC São Bernardo     | 1       | 0     |
| Esportiva           | 1       | 0     |
| Fernandópolis       | 1       | 0     |
| Guapira             | 1       | 0     |
| Guariba             | 1       | 0     |
| Osasco FC           | 1       | 0     |
| Paulínia            | 1       | 0     |
| Portuguesa Santista | 1       | 0     |
| Primavera           | 1       | 0     |
| Primeira Camisa     | 1       | 0     |
| Taboão da Serra     | 1       | 0     |
| Taubaté             | 1       | 0     |
| União Barbarense    | 1       | 0     |
| Votoraty            | 1       | 0     |

OBS: Devido a falta de fontes confiáveis, alguns campeões não estão presentes na lista, não sendo este então, o total de campeonatos paulistas sub-20 disputados.

## Terceira Divisão

### Campeões
| Ano  | Campeão          | Vice-campeão  |
| ---- | ---------------- | ------------- |
| 1981 | Guaçuano         |               |
| 1983 | Palmeirinha      |               |
| 1992 | Palestra         | Linense       |
| 1993 | Mirassol         |               |
| 1995 | União Barbarense | Mirassol      |
| 2002 | Águas de Lindóia | Guaratinguetá |